# 太陽暦
太陽暦（たいようれき、英: solar calendar）とは、地球が太陽の周りを回る周期（太陽年）を基にして作られた暦（暦法）である。1年の日数を1太陽年に近似させている。ユリウス暦や、現在、世界の多くの地域で使用されているグレゴリオ暦は、太陽暦の1種である。似ている言葉として、太陰暦があるがこれとは異なる。
簡単に説明すると、太陽を基準にして1年を基本的に365日とし、12か月に分けることである。

## 概要
太陽暦は、地球が太陽の周りを回る周期（太陽年）を基にしている。太陽年の周期は、約365.242 189 44日（2015年 年央値）であり、1年を単純に365日とすると4年でほぼ1日（より正確には、約0.968 758 日）のずれが生じる。このずれを補正するために閏日が設けられる。
エジプトでは、太陽暦は歴史が始まってから使われてきた。ローマ共和国（ローマ帝国の前身）では、紀元前46年に従来の太陰太陽暦であるローマ暦に代えて導入された。そのとき導入したカエサルの名をとってユリウス暦と呼ばれる。その後、1582年に、ユリウス暦の補正の仕方（置閏法）を改良したグレゴリオ暦がローマ教皇グレゴリウス13世により制定され、その後世界中に普及した。

## 日本と太陽暦
日本では、明治5年12月2日（西暦1872年12月31日）まで太陰太陽暦が使用されていたが、その翌日にあたる西暦1873年1月1日より太陽暦であるグレゴリオ暦を導入し、この日を明治6年1月1日とした（明治改暦）。
この布告を明治5年11月9日に行った明治天皇は、太政大臣三条実美に改暦を行う理由を記した詔を与えた。太陽の軌道に合わせるため、二、三年ごとに閏月を挿入しなければならない太陰暦は極めて不便であること、それに比べて太陽暦ははるかに正確で四年ごとに一日を加えるだけで済むこと、しかもそこから生じる誤差は七千年に一日の割合に過ぎないことを太陽暦採用を決断した理由であるとしている。月の運行に関する天文現象とそれに基づく暦法との対比 .これに合わせて時法も改正され、定時法に基づく24時間制が採用された。日本の国際社会への参加が進むにつれ、外交上および経済上の互換性の必要性から必然的な帰結だったと言える。
それ以前にも太陽暦は、古くは戦国時代の末頃よりキリシタンの人々の間で使われてきた。江戸時代の本多利明は太陽暦の便利さを説いている。中井履軒や山片蟠桃は、太陽暦の見本を作った。蘭学医の大槻玄沢は、寛政6年閏11月11日（西暦1795年1月1日）にオランダ正月を開催した。安政元年（西暦1854年）以降、天文方の渋川景祐によって太陽暦と太陰暦の対照表である「万国普通暦」が刊行された。

## 太陽暦に基づく暦法

### 主に西洋の大部分で使用実績がある暦法
- ユリウス暦
- グレゴリオ暦

### それ以外で使用実績がある暦法
- フランス革命暦
- スウェーデン暦
- ソビエト連邦暦
- エジプト暦（シリウス暦）
- コプト暦
- エチオピア暦
- パーシ暦
- イラン暦
- インド太陽暦
- シク暦
- 修正ユリウス暦（正教会）
- バハーイー暦
- ジャラーリー暦
- タイ太陽暦

### 使用実績のほとんどない暦法
- 十二気暦
- 世界暦
- 13の月の暦
- 国際固定暦
- ハンキ＝ヘンリー・パーマネント・カレンダー